# مدرسه بین‌المللی تهران
مدرسه بین‌المللی و تطبیقی تهران (انگلیسی: Tehran International School: TIS) یک مدرسه بین‌المللی واقع در شمال تهران، ایران است. این مدرسه شامل سه پردیس است: دختران، پسران ابتدایی و پسران پایه هفتم تا دوازدهم. این مدرسه برنامه مدرک کارشناسی بین‌المللی نظام آموزش بین‌المللی آی بی را ارائه می‌دهد. پسران در سعادت آباد و دختران در شهرک غرب به مدرسه می‌روند. در هر مدرسه دو بخش وجود دارد: یک مدرسه بین‌المللی برای غیرایرانیان، که عمدتاً از دانش‌آموزان مهاجر تشکیل شده است (تعداد بسیار کمی از اتباع ایرانی در آن ثبت‌نام می‌کنند)؛ و یک مدرسه تطبیقی برای ایرانیانی که از خارج از کشور بازمی‌گردند و نیاز به سازگاری مجدد با سیستم آموزشی ایران دارند.
این مدرسه در سال ۱۹۸۵ تحت نظارت وزارت آموزش و پرورش ایران تأسیس شد.

## پوشش دانش‌آموزان
از پسران در مدرسه بین‌المللی انتظار می‌رود پیراهن‌های یقه آبی روشن و شلوار آبی تیره را به عنوان بخشی از یونیفرم مدرسه خود بپوشند، در حالی که از پسران در مدرسه تطبیقی انتظار می‌رود پیراهن‌های یقه آبی و شلوار آبی تیره بپوشند. از دختران انتظار می‌رود مانتو را با مقنعه بپوشند.